# Liste der Wappen in der Provinz Vicenza
Die Liste der Wappen in der Provinz Vicenza zeigt die Wappen der 120 Gemeinden in der Provinz Vicenza in Venetien in der Republik Italien. In dieser Liste sind die Wappen jeweils mit einem Link auf die Gemeinde angezeigt.

## Wappen der Provinz Vicenza

Provinz Vicenza
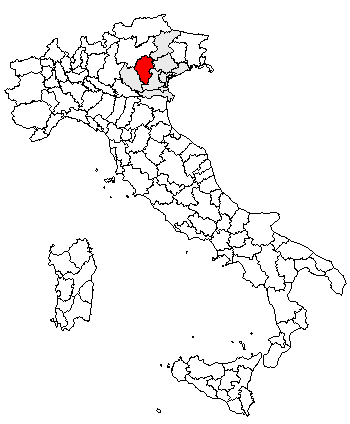
Lage in Italien

## Wappen der Gemeinden der Provinz Vicenza

Agugliaro
Albettone
Alonte
Altavilla Vicentina
Altissimo
Arcugnano
Arsiero
Arzignano
Asiago
Asigliano Veneto
Barbarano Vicentino
Bassano del Grappa
Bolzano Vicentino
Breganze
Brendola
Bressanvido
Brogliano
Caldogno
Caltrano
Calvene
Camisano Vicentino
Campiglia dei Berici
Carrè
Cartigliano
Cassola
Castegnero
Castelgomberto
Chiampo
Chiuppano
Cogollo del Cengio
Conco
Cornedo Vicentino
Costabissara
Creazzo
Crespadoro
Dueville
Enego
Fara Vicentino
Foza
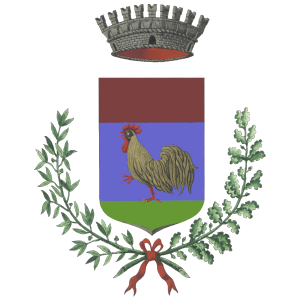
Gallio
Gambellara
Gambugliano
Grisignano di Zocco
Grumolo delle Abbadesse
Isola Vicentina
Laghi
Lastebasse
Longare
Lonigo
Lugo di Vicenza
Lusiana
Malo
Marano Vicentino
Marostica
Mason Vicentino
Molvena
Monte di Malo
Montebello Vicentino
Montecchio Maggiore
Montecchio Precalcino
Montegalda
Montegaldella
Monteviale
Monticello Conte Otto
Montorso Vicentino
Mossano
Mussolente
Nanto
Nogarole Vicentino
Nove
Noventa Vicentina
Orgiano
Pedemonte
Pianezze
Piovene Rocchette
Poiana Maggiore
Posina
Pove del Grappa
Pozzoleone
Quinto Vicentino
Recoaro Terme
Roana
Romano d’Ezzelino
Rossano Veneto
Rosà
Rotzo
Salcedo
San Pietro Mussolino
San Vito di Leguzzano
Sandrigo
Santorso
Sarcedo
Sarego
Schiavon
Schio
Solagna
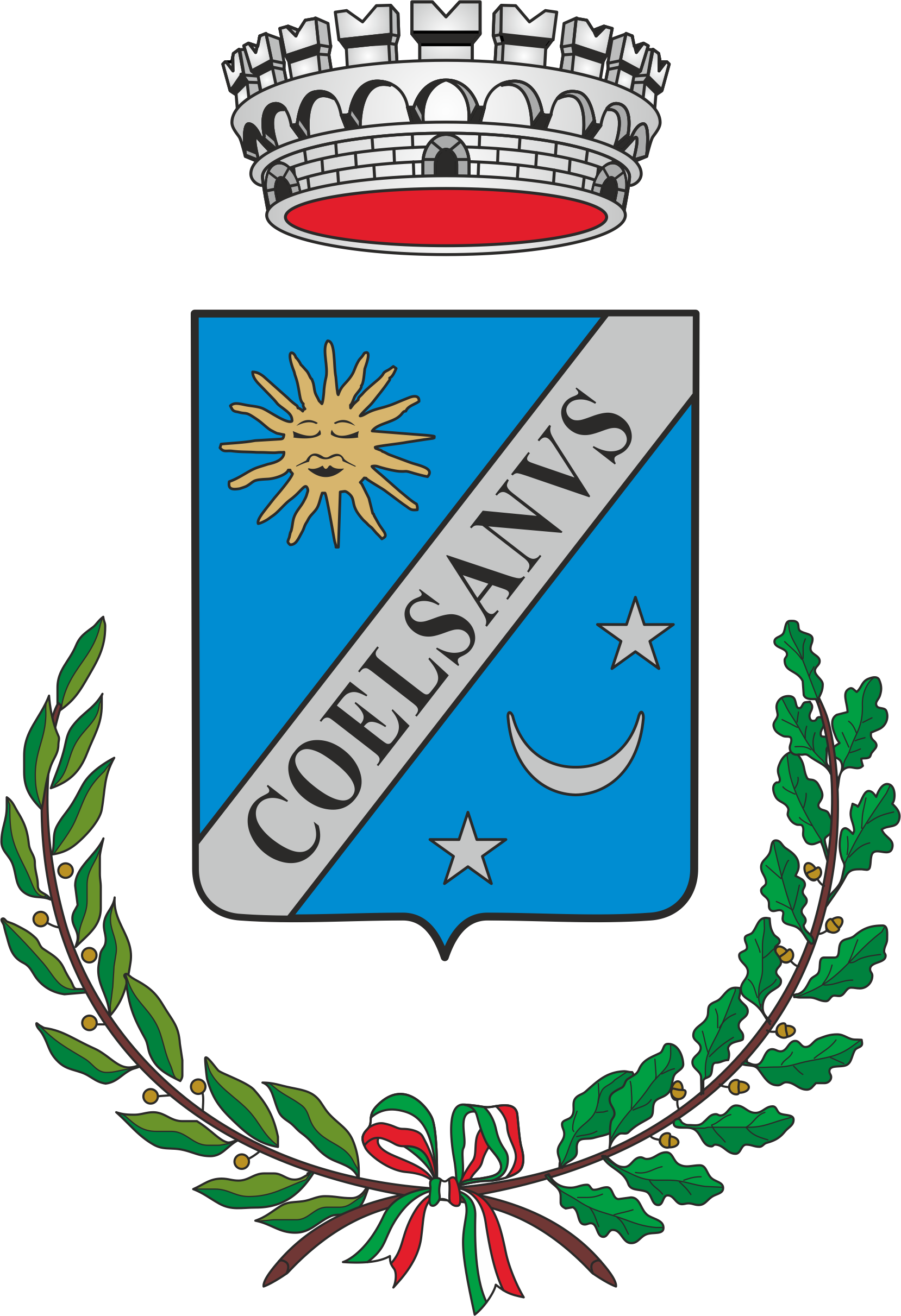
Sossano
Sovizzo
Tezze sul Brenta
Thiene
Tonezza del Cimone
Torrebelvicino
Torri di Quartesolo
Trissino
Valbrenta
Valdagno
Valdastico
Valli del Pasubio
Val Liona
Velo d’Astico
Vicenza
Villaga
Villaverla
Zanè
Zermeghedo
Zovencedo
Zugliano

## Wappen ehemaliger Gemeinden

Campolongo sul Brenta
Cismon del Grappa
Grancona
San Germano dei Berici
San Nazario
Valstagna